# Amélanchier
Amelanchier
Genre
Classification APG III (2009)
Amélanchier (les Amélanchiers) est un genre de plantes à fleurs de la famille des Rosaceae et de la sous-famille des Amygdaloideae (anciennement des Maloideae). Il est composé de 26 espèces et est originaire d'Amérique du Nord, d'Asie (2 espèces) et d'Europe (1 seule espèce, Amelanchier ovalis).
Dans l'Europe médiévale, l'amélanchier, surnommé l'« arbre aux oiseaux », était souvent planté dans le jardin des simples des monastères ou dans les cloîtres.

## Description
Les amélanchiers sont des arbrisseaux ou parfois des arbustes de 3 à 5 mètres de haut pour 1 à 3 mètres de large. Ils prospèrent principalement sur des sols acides et surtout pas calcaires (à l'exception de l'A. ovalis qui est basophile).
L'amélanchier a besoin d'une terre riche, profonde, fraîche, consistante.
Ses feuilles sont caduques, simples, vertes et prennent de belles couleurs cuivre et pourpre en automne. L'amélanchier supporte des températures très froides, jusqu'à −30 °C, mais craint les étés trop secs et les vents desséchants. Il peut donc être nécessaire durant l'été de protéger le pied de l'arbre afin de lui conserver son humidité en empêchant l'évaporation du sol.
Les amélanchiers ont des fleurs étoilées généralement blanches, en grappes terminales, plus ou moins roses selon les variétés. Le calice est pentalobé. Les pétales sont généralement oblongs-obovés. Les étamines sont nombreuses et le pistil est formé de 5 carpelles fermés et concrescents en un ovaire pentaloculaire, surmonté de 5 styles unis à la base. La floraison est brève et ne dépasse pas une dizaine de jours courant avril ; les fleurs exhalent un parfum doux légèrement vanillé.
Les fleurs donnent des piridions qui ressemblent à des baies rouges ou noires, et sont comestibles. Ce sont des fruits décaloculaires (à dix loges), par l'établissement de fausses cloisons.
Ces fruits sont appelés amélanches (ou saskatoon en amérique, mot de la langue Cri, d'où l'autre expression les désignant, « baies de Saskatoon ».)

## Consommation
Les fruits sont nommés amélanches et sont comestibles crus ou cuits.
Les plus appréciés sont ceux des A. alnifolia, A. laevis, A. lamarckii, A. stolonifera × A. grandiflora, A. confusa.
Ses fruits sont appréciés dans les confitures.
Au Québec, ils sont généralement mieux connus sous le nom de « poires sauvages[réf. souhaitée]  ».

## Taxonomie
La taxonomie des amélanchiers est assez complexe. Selon les auteurs, certains taxons sont considérés comme espèces, sous-espèces, variétés ou même synonymes. De plus, la difficulté de différenciation des espèces est compliquée par le fait qu'elles s'hybrident naturellement entre elles et sont parfois polyploïdes (plus de deux exemplaires de chacun des chromosomes), ou se reproduisent par apomixie (fleurs non fécondées mais graines fertiles).

## Étymologie
Le nom « amélanchier » est dérivé de son fruit comestible, l'amélanche, nom féminin issu de l'occitan amalenca, mot d'origine ligure comme l'indique son suffixe -enc et son appellation méridionale[pas clair] alors qu'il est dénommé néflier sauvage ou arbre aux oiseaux en France d'oïl. Le mot désigne en effet l'espèce indigène de Provence (Amelanchier ovalis, l'Amélanchier à feuilles ovales).

## Liste d'espèces
- Amelanchier alnifolia (Nutt.) Nutt. ex M.Roem. — amélanchier à feuilles d'aulne
- Amelanchier arborea (Michx. f.) Fern.
- Amelanchier asiatica (Siebold & Zucc.) Endl. ex Walp.
- Amelanchier bartramiana (Tausch) M.Roem.
- Amelanchier canadensis (L.) Medik. — amélanchier du Canada
- Amelanchier fernaldii Wieg.
- Amelanchier humilis Wieg.
- Amelanchier interior E.L.Nielsen
- Amelanchier intermedia Spach
- Amelanchier laevis Wieg.
- Amelanchier lamarckii F.G.Schroed.
- Amelanchier nantucketensis Bickn.
- Amelanchier ×neglecta Egglest. ex G.N.Jones
- Amelanchier obovalis (Michx.) Ashe
- Amelanchier ovalis Medik. — amélanchier à feuilles ovales
- Amelanchier pallida Greene
- Amelanchier pumila (Torr. et Gray) Nutt. ex M. Roemer
- Amelanchier ×quinti-martii Louis-Marie
- Amelanchier sanguinea (Pursh) DC.
- Amelanchier sinica (C.K.Schneid.) Chun
- Amelanchier spicata (Lam.) K.Koch
- Amelanchier stolonifera Wieg.
- Amelanchier utahensis Koehne